# ニュートンの不等式
ニュートンの不等式（ニュートンのふとうしき、英: Newton's inequalities）は、数学における対称式に関する不等式で、アイザックニュートンの名をとって命名された。n個の実数 a1, a2, …, an に対し、これの k次対称式を ek とおく。次に、次の式で与えられる基本対称平均
{\displaystyle S_{k}={\frac {e_{k}}{\binom {n}{k}}}}
は、次の不等式を満たす。ただし、{\displaystyle {\binom {n}{k}}} は二項係数である。
{\displaystyle S_{k-1}S_{k+1}\leq {S_{k}}^{2}.}
等号成立の必要十分条件は、a1, a2, …, an が非負でかつすべて互いに等しいとき。
S1 は算術平均であり、Sn は幾何平均の n乗である。